# Mayrhof
Mayrhof là một đô thị thuộc huyện Schärding thuộc bang Oberösterreich, Áo. Đô thị Mayrhof có diện tích 5 km², dân số thời điểm năm 2006 là 263 người.